# 🏧
Le caractère Unicode U+1F3E7, ou distributeur de billet (Automated Teller Machine), représente le sigle ATM du sens de distributeur automatique de billet. Sur certaines polices de caractères, vous pouvez voir un distributeur automatique de billet.

## Dans d'autres polices d'écriture

### Sur Android

Android 4.3 2012 - 2013
Android 4.4 et Android 7.0 2013 - 2016 et 2016 - 2017
Android 8.0 2017 - 2021
Android 12.0 et Android 15.1 2021 - 2023 et 2023 -

### Sur Microsoft 3D Fluent

### Sur Windows 11

### Sur X

### Autres polices et images